# مت في يوم آخر
مت في يوم آخر (بالإنجليزية: Die Another Day)‏هو الفيلم العشرون من سلسلة أفلام جيمس بوند، والذي أنتج في عام 2002، وقد قام بدور العميل السري جيمس بوند الممثل بيرس بروسنان.

## القصة
يبدأ الفيلم بقيام بوند بالتخلل لمنظمة الكولونيل تان ((صن مون))، وهو قائد عسكري من كوريا الجنوبية والذي سيقوم بطريقة غير قانونية ببيع الأسلحة العسكرية تبادلا بماس الصراع الأفريقي. ويتم خيانة بوند بشخص يعمل في الظلام بالوكالة. والذي ينتج عنه إطلاق نار ومطاردة هائلة في المنطقة. ومن الواضح أن الكولونيل مون قتل بعد سقوطه من فوق الشلال المائي. ويتم أسر بوند بواسطة عسكريين من كوريا الشمالية، حيث يتم تعذيبه لمدة 14 شهر، وعندما يتم إطلاق سراح جيمس بوند ليجد الشخص الذي يعمل في الظلام في الوكالة. يؤدي بحثه في النهاية إلى رجل أعمال ملياردير وهو جوستاف جرافز، والمفاجأة بأنه هو الكولونيل مون الذي تغير جراحيا عن طريق العلاج بالجينات. (عنوان الفيلم مت في يوم آخر، يشير إلى أن الكولونيل مون يحيى بعد مواجهته الأولى بجيمس بوند. وعند لقاؤه فيما بعد يعلق بوند ”ها أنت حييت لتموت في يوم آخر“.
مخطط جرافز، المعيد لأحداث فيلم الماس للأبد وحاصد القمر والعين الذهبية، يتضمن بناء إكراس، وهو نظام ذو مرآة محورية مصنوعة من الماس والذي سوف يركز الطاقة الشمسية على مساحة صغيرة لإضاءة ليالي القطب الشمالي، وفي حالة أن يسير الاستثمار بصورة جيدة مع المشترين فإنه يوفر سطوع الشمس طوال العام من أجل نمو المحصول. وفي الحقيقة فإن النظام ذو المرآة المحورية هو أيضا سلاح خارق. ويستخدم أولا لفتح ممر عبر حقول الألغام في المنطقة المنزوعة السلاح التي تفصل بين كوريا الشمالية عن كوريا الجنوبية. وسوف تكون كوريا الشمالية قادرة على غزو كوريا الجنوبية واليابان والدول المحيطة الأخرى. وبناء إكراس سوف يستخدم أيضا للدفاع عن كوريا الشمالية أثناء غزوها بتدمير الصواريخ الباليستية أو الرؤوس النووية التي يتم إطلاقها على كوريا الشمالية أو على قواتها. وهكذا إحباط أي ثأر ذو نطاق كبير من أعدائهم.
ويقوم بوند بمساعدة عميلة إن إس إيه جينيكس (التي لعبت دورها هالي بيري) بهزم جوستاف جرافز (الذي كانت لعبته التكنولوجية هي هيكل خارجي مجهز بسلاح كهربائي عالي الفولتية) ويمنعان الكارثة العالمية. وفروست مساعدة جرافز، والذي مزعوم بأنها تعمل لأجل (MI-6) في النهاية يكتشف أنها هي التي تعمل في الظلام داخل الوكالة.

## الميزانية والإيرادات
بلغت تكلفة إنتاج الفيلم حوالي 142 مليون دولار بينما حقق أرباحا تقدر بـ 431971116 دولار.

## وصلات خارجية
- مت في يوم آخر على موقع IMDb (الإنجليزية)
- مت في يوم آخر على موقع ميتاكريتيك (الإنجليزية)
- مت في يوم آخر على موقع روتن توميتوز (الإنجليزية)
- مت في يوم آخر على موقع نتفليكس (الإنجليزية)
- مت في يوم آخر على موقع قاعدة بيانات الأفلام العربية
- مت في يوم آخر على موقع ألو سيني (الفرنسية)
- مت في يوم آخر على موقع Turner Classic Movies (الإنجليزية)
- مت في يوم آخر على موقع أول موفي (الإنجليزية)
- مت في يوم آخر على موقع بوكس أوفيس موجو (الإنجليزية)
- مت في يوم آخر على موقع فيلمافينيتي (الإسبانية)